# Sven af Geijerstam
Sven Olof af Geijerstam, född 24 april 1913 i Kungsholms församling, Stockholms stad, död 18 juni 1990 i Danderyds församling, Stockholms län, var en svensk politiker och ämbetsman.
Sven af Geijerstam var son till hovrättsrådet Olof af Geijerstam av släkten af Geijerstam och dennes hustru Gerda, född Boheman. Sven af Geijerstam var politiker inom Socialdemokratiska arbetarpartiet och var statssekreterare i Inrikesdepartementet 1953–1957 och konsultativt statsråd 1958–1963 som så kallad granskningskonsult eller juristkonsult. Han ansvarade även för ungdoms- och kyrkofrågor. Han var därefter landshövding i Jönköpings län 1963–1979. Sven af Geijerstam är begravd på Norra begravningsplatsen utanför Stockholm.

## Utmärkelser
- Kommendör med stora korset av Nordstjärneorden, 6 juni 1962.[4]